# Richard Erdmann
Richard Erdmann (* 31. Oktober 1948 in Freising) ist ein deutscher Politiker.
Erdmann erlernte den Beruf des Sportartikelkaufmanns. Von 1968 bis 1974 verpflichtete er sich als Soldat auf Zeit. 1974 trat er in die SPD ein und wurde Beamter des gehobenen nicht-technischen Verwaltungsdienstes. Anfangs als Mitarbeiter in der Bundeswehrverwaltung Roth und dann in Rednitzhembach Hauptamtsleiter. 1990 wurde er Stadtrat in Roth und 1996 dritter Bürgermeister. 1999 wurde er zum Ersten Bürgermeister der Stadt Roth gewählt. Dies blieb er bis 2011. Ihm folgte Ralph Edelhäußer nach. Ebenfalls 2011 wurde er zum Ehrenmitglied der SPD Eckersmühlen ernannt.